# 库阿尔格
库阿尔格（法語：Couargues，法語發音：[kwaʁɡ]）是法国谢尔省的一个市镇，位于该省东北部，属于布尔日区。

## 地理
库阿尔格（47°16'38"N, 2°55'44"E）面积11.62 平方千米，位于法国中央-卢瓦尔河谷大区谢尔省，该省份为法国中部省份，北起卢瓦雷省，西接卢瓦-谢尔省和安德尔省，南至克勒兹省，东南接阿列省，东临涅夫勒省。
与库阿尔格接壤的市镇（或旧市镇、城区）包括：埃里、圣布伊兹、托沃奈、卢瓦尔河畔普伊、卢瓦尔河畔特拉西。

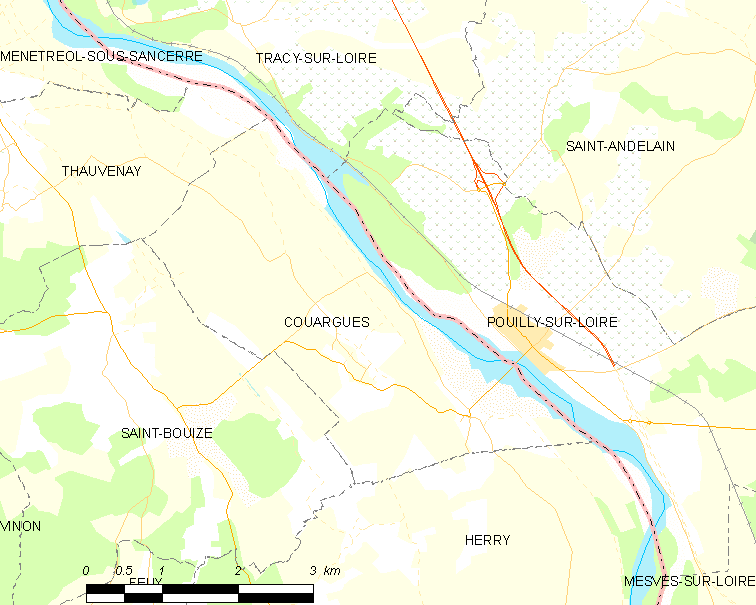
库阿尔格的OSM定位图

库阿尔格的时区为UTC+01:00、UTC+02:00（夏令时）。

## 行政
库阿尔格的邮政编码为18300，INSEE市镇编码为18074。

## 政治
库阿尔格所属的省级选区为桑塞尔县。

## 人口

1962-2008年间库阿尔格人口变化图示

库阿尔格于2022年1月1日时的人口数量为197人。